# オーストラリアの日
オーストラリアの日（英語: Australia Day）は、毎年1月26日にオーストラリアで祝われる国民の祝日である。Anniversary DayやFoundation Day、若しくはANA Dayとも呼ばれる。

## 概要
1788年1月26日に植民を目的としたイギリスの艦隊がシドニー・コーブに到着した事に因んで定められた。数十年間は認知されていなかったが、1818年にニューサウスウェールズ州の知事ラックラン・マッコーリーが祭典を開いた事で定着した。1994年には全土で祭典が開かれる様になり、音楽演奏会も行われ、首相の声明文も読まれる。現在では広く支持されているものの、アボリジニやその擁護者達からは批判的な声も聞かれる。